# Ariantinae
Ariantinae zijn een onderfamilie van weekdieren uit de klasse van de Gastropoda (slakken).

## Taxonomie
De volgende geslachten zijn in de onderfamilie ingedeeld:
- Arianta Turton, 1831
- Campylaea Beck, 1837
- Campylaeopsis A. J. Wagner, 1914
- Cattania Brusina, 1904
- Causa >Schileyko, 1971
- Chilostoma Fitzinger, 1833
- Corneola Held, 1838
- Cylindrus Fitzinger, 1833
- Delphinatia Hesse, 1931
- Dinarica Kobelt, 1902
- Drobacia Brusina, 1904
- Faustina Kobelt, 1904
- Helicigona Férussac, 1821
- Isognomostoma Fitzinger, 1833
- Josephinella Haas, 1936
- Kollarix Groenenberg, Subai & Gittenberger, 2016[1]
- Kosicia Brusina, 1904
- Liburnica Kobelt, 1904
- Pseudotrizona Groenenberg, Subai & Gittenberger, 2016[1]
- Thiessea Kobelt, 1904
- Vidovicia Brusina, 1904